# Salve Jorge
Salve Jorge ist eine brasilianische Telenovela, die zwischen dem 22. Oktober 2012 und dem 17. Mai 2013 vom Sender Rede Globo erstmals ausgestrahlt wurde. Die Originalversion umfasst 179 Folgen.

## Autoren
Geschichte und Drehbuch wurden von der Telenovela-Autorin Glória Perez geschrieben, die ihre Texte als einzige Rede-Globo-Autorin allein verfasst und ohne Untervergabe an Auftragsschreiber arbeitet. Die Regie führte Marcos Schechtman. Perez und Schlechtman hatten 2009 für ihre ebenfalls gemeinsam produzierte Telenovela Caminho das Índias den Emmy für die beste Telenovela oder Miniserie gewonnen.

## Handlung
Die Handlung dreht sich um die alleinerziehende junge Mutter Morena, die in den Favelas von Rio de Janeiro lebt und sich nach der militärischen Besetzung des Complexo do Alemão im Jahr 2010 in den Kavallerieoffizier Théo verliebt. Die Beziehung endet, als Morena sich durch falsche Versprechungen von Wanda, die als Lockvogel eines von Lívia Marini und „Russo“ betriebenen lukrativen Menschenhändlerrings arbeitet, zur Reise nach Istanbul in die Türkei bringen lässt, wo man sie als Zwangsprostituierte missbraucht. Zusammen mit ihrer Leidensgefährtin Jéssica und der verdeckten Ermittlerin Heloísa („Helô“) wehrt sie sich gegen ihr brutales Schicksal und versucht, den Menschenhändlern zu entkommen und die Liebe zu Théo, der sich in ihrer Abwesenheit verlobt hat und sie zu vergessen versucht, wiederzugewinnen.

## Darsteller

### Hauptdarsteller
| Schauspieler         | Zeichen                                                                                |
| -------------------- | -------------------------------------------------------------------------------------- |
| Rodrigo Lombardi     | Théo Garcia                                                                            |
| Nanda Costa          | Morena Ribeiro                                                                         |
| Domingos Montagner   | Zyah                                                                                   |
| Antônio Calloni      | Mustafá Ayata                                                                          |
| Zezé Polessa         | Berna Ayata                                                                            |
| Dani Moreno          | Aisha Ayata (Regina Mendonça)                                                          |
| Júlia Mendes         | Zoe Kelebek                                                                            |
| Dira Paes            | Lucimar Ribeiro                                                                        |
| André Gonçalves      | Miroel (Miro)                                                                          |
| Paula Pereira        | Nilcéia Ribeiro                                                                        |
| Francisco Carvalho   | Seu Galdino                                                                            |
| Totia Meireles       | Wanda Rodrigues (Djanira Araújo/Marta/Jussara Guerra/Adalgisa Araújo Marques/Mercedes) |
| Cláudia Raia         | Lívia Marini                                                                           |
| Adriano Garib        | Alejandro Martiniz (Russo)                                                             |
| Vera Fischer         | Irina (Simone)                                                                         |
| Carolina Dieckmann   | Jessica                                                                                |
| Nicette Bruno        | Leonor Flores Galvão                                                                   |
| Dalton Vigh          | Carlos Flores Galvão                                                                   |
| Giovanna Antonelli   | Heloísa Sampaio                                                                        |
| Natália do Vale      | Aída Flores Galvão                                                                     |
| Ana Beatriz Nogueira | Rachel Flores Galvão                                                                   |
| Letícia Spiller      | Antônia Alcântara                                                                      |
| Caco Ciocler         | Celso Vieira                                                                           |
| Stênio Garcia        | Arturo Vieira                                                                          |
| Nívea Maria          | Isaura Vieira (Isaurinha)                                                              |
| Betty Gofman         | Sarila                                                                                 |
| Tania Khalill        | Ayla                                                                                   |
| Yanna Lavigne        | Tamar                                                                                  |
| Tiago Abravanel      | Demir                                                                                  |
| Solange Badim        | Delzuíte Mendonça (Delzinha)                                                           |
| Nando Cunha          | José (Pescoço)                                                                         |
| Bruna Marquezine     | Lourdes Maria Mendonça (Lurdinha)                                                      |
| Roberta Rodrigues    | Maria Vanúbia da Conceição                                                             |
| Neusa Borges         | Divinéia Feliciano da Silva (Diva)                                                     |
| Walter Breda         | Clóvis Feliciano da Silva                                                              |
| Sacha Bali           | Roberto do Nascimento (Beto)                                                           |
| Mussunzinho          | Sidney Feliciano da Silva                                                              |
| Lizandra Souto       | Amanda Flores Galvão                                                                   |
| Cristiana Oliveira   | Yolanda Pereira Gomes                                                                  |
| Duda Nagle           | Caíque Pereira Galvão                                                                  |
| Odilon Wagner        | Thompson                                                                               |
| Laryssa Dias         | Waleska                                                                                |
| Paloma Bernardi      | Rosângela                                                                              |
| Lucy Ramos           | Sheila                                                                                 |
| Duda Ribeiro         | Adam                                                                                   |
| Elizângela           | Esma                                                                                   |
| Ernani Moraes        | Kemal                                                                                  |
| Jandira Martini      | Vó Farid                                                                               |
| Frederico Volkmann   | Ekran                                                                                  |
| Marcello Airoldi     | Inspector Humberto Barros                                                              |
| Thammy Miranda       | Joyce Guimarães (Jô/Lohana/Cylmara de Sousa)                                           |
| Cissa Guimarães      | Maitê Bittencourt                                                                      |
| Luci Pereira         | Creusa                                                                                 |
| Murilo Rosa          | Élcio Azevedo                                                                          |
| Oscar Magrini        | Coronel Antonio Geraldo Nunes                                                          |
| Sidney Sampaio       | Ciro Bastos                                                                            |
| Leonardo Carvalho    | Drago                                                                                  |
| Fernanda Paes Leme   | Tenente Márcia                                                                         |
| Cris Vianna          | Júlia Campos Albuquerque (Julinha)                                                     |
| Otaviano Costa       | Haroldo                                                                                |
| Antônia Frering      | Deborah Maria Magalhães                                                                |
| Mariana Rios         | Adriana Alencar Sampaio (Drika)                                                        |
| Ivan Mendes          | Pepeu                                                                                  |
| Flávia Guedes        | Salete                                                                                 |
| Clarisse Derzié      | Fátma                                                                                  |
| Suzana Faini         | Dona Áurea Garcia                                                                      |
| Rosi Campos          | Cacilda                                                                                |
| Jonas Mello          | Ismael Silveira Garcia (Silveirinha)                                                   |
| Eva Todor            | Dália                                                                                  |
| Isaac Bardavid       | Tartan                                                                                 |
| Walderez de Barros   | Cyla                                                                                   |
| Anderson Müller      | Murat                                                                                  |
| Narjara Turetta      | Buque                                                                                  |
| Monique Curi         | Lena                                                                                   |
| Alexandre Barros     | Ricardo Motta                                                                          |
| Brendha Haddad       | Neuma Salvador                                                                         |
| Rita Elmôr           | Riva                                                                                   |
| Junno Andrade        | Santiago Moura                                                                         |
| Aimée Madureira      | Rayanne                                                                                |
| Karina Ferrari       | Samantha Mendonça                                                                      |
| Luiz Felipe Melo     | Roberto do Nascimento Júnior                                                           |
| Mila Freitas         | Carolina Flores Galvão (Carol)                                                         |
| Kíria Malheiros      | Raíssa Alcântara Vieira                                                                |